# Jardín Botánico e Instituto de Investigación de Toda Rusia N.I. Vavilov

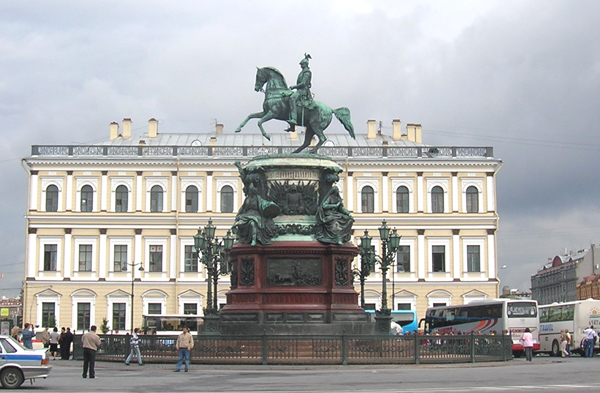
A la espalda de la escultura ecuestre de Nicolás I cerca de la Catedral de San Isaac está el edificio N.º 4 del Instituto de Plantas para la Industria

El Jardín Botánico e Instituto de Investigación Panruso N.I. Vavílov o Instituto de Investigación Panruso de la Industria de las Plantas, en ruso: Всероссийский институт растениеводства им. Н. И. Вавилова, tal como se lo denomina oficialmente, es un instituto de investigación de genética vegetal, ubicado en San Petersburgo, Rusia. Su código de reconocimiento internacional como institución botánica, así como las siglas de su herbario es LEVAV.

## Localización
All Russian N.I. Vavilov Research Institute Botanic Garden 
B. Morskaya St., 42, 190000 St.Petersburg, Russian Federation
St Petersburg.

## Historia
El "Instituto de la Industria de las Plantas" fue fundado en 1921. Nikolái Vavílov se encontraba a la cabeza de este instituto entre 1924 y 1936, entonces tenía, y todavía tiene, la colección de semillas de plantas más grande del mundo. Durante el inicio de la década de 1930, Vavílov se encontraba en el foco de atención del debate acerca del Lysenkoísmo y fue exiliado. En 2010 la colección de plantas en la Estación Experimental Pávlovsk debía ser destruida para dejar espacio para una urbanización de lujo.

## Colecciones
El Instituto posee 1000 variedades de fresas, 100 de groselleros espinosos, de frambuesos y de cerezos.